# Mont Jacques-Cartier
Mont Jacques-Cartier, to góra w Kanadzie, w prowincji Quebec, regionie administracyjnym Gaspésie–Îles-de-la-Madeleine. Jest najwyższym szczytem gór Chic-Choc, Parku Narodowego Gaspésie oraz południowego Quebecu (drugim po Mont D’Iberville w całej prowincji).